# Изопреналин
Изопреналин (Изадрин, Isadrinum) - 1-(3,4-Диоксифенил)-2-изопропиламиноэтанола гидрохлорид, или N-изопропилнорадреналина гидрохлорид, β1-, β2-адреномиметик.
Вне России выпускается в виде гидрохлорида или сульфата под названиями: Изопротеренол, Изупрел, Новодрин, Эуспиран, Aleudrin, Aludrin, Antasthmin, Bronchodilatin, Euspiran, Iludrin, Isodrenal, Isonorin, Isoprenalini hydrochloridum, Isoprenaline hydrochloride, Isopropylarterenol, Isoproterenol, Isorenin, Isuprel, Neodrenal, Neoepinephrine, Norisodrin, Novodrin и др.

## Общая информация
Изопропилнорадреналин (изадрин) был получен в 1938 г. в процессе синтеза производных адреналина.
Химически изопропилнорадреналин относится к группе катехоламинов и отличается по структуре от адреналина тем, что биметильный радикал в аминогруппе [—CH2—NH2+—СН3] заменён на изопропильный [—NH2+—СН(СН3)2].
При фармакологическом изучении изопропилнорадреналина было обнаружено, что, сохраняя некоторые свойства адреналина, он вместе с тем отличается по действию от последнего. Так, он способствует релаксации бронхов, но не вызывает сужения сосудов и повышения периферического артериального давления; вместе с тем, подобно адреналину, он вызывает учащение и усиление сердечных сокращений.
В связи с этим было высказано предположение о наличии в организме разных видов адренорецепторов, с которыми могут преимущественно взаимодействовать адреналин, изопропилнорадреналин и сходные с ними соединения. Окончательно представление о наличии двух основных групп адренорецепторов (α- и β-адренорецепторов) было сформулировано 1948 г. (Ahlquist). В дальнейшем были выделены подгруппы этих рецепторов: α1- и α2-, β1- и β2-адренорецепторы.
Изопропилнорадреналин был признан первым представителем новой группы адренергических веществ — β-адренергических, или β-адреностимуляторов.
Вслед за этим стали появляться новые β-адреностимуляторы. Характерной структурной особенностью этих соединений является наличие у них боковой цепи (алкилизопропильной, алкил-трет-бутильной или другой), сближающей их со структурой изопропилнорадреналина.
Фармакологическое и лечебное действие изопропилнорадреналина (изадрина) объясняется его стимулирующим действием на β-адренорецепторы.
Действие изадрина распространяется одновременно на β1- и β2-адренорецепторы, поэтому влияние на бронхи, сердечно-сосудистую систему и другие органы, снабжённые b-адренорецепторами, не является избирательным.
В настоящее время существует ряд новых β-адреностимуляторов, оказывающих избирательное действие на β1- и β2-адренорецепторы.
В связи с характерным стимулирующим действием на β-адренорецепторы изадрин оказывает сильный бронхорасширяющий эффект, вызывает учащение и усиление сокращений сердца, увеличивает сердечный выброс.
Вместе с тем он уменьшает общее периферическое сопротивление сосудов (из-за артериальной вазоплегии), снижает артериальное давление, уменьшает наполнение желудочков сердца. Препарат повышает потребность миокарда в кислороде. Под влиянием препарата уменьшается почечный кровоток, несколько расширяются сосуды брюшной полости, кожи, слизистых оболочек (носа), происходит торможение сокращений матки, могут наблюдаться и другие эффекты, связанные с возбуждением β-адренорецепторов.
Изадрин, несмотря на создание избирательных β2-адреностимуляторов (орципреналина, фенотерола, сальбутамола и пр.), до сих пор находит применение для купирования и предупреждения приступов бронхиальной астмы, а также при астматических и эмфизематозных бронхитах, пневмосклерозе и других заболеваниях, сопровождающихся ухудшением бронхиальной проходимости. Может применяться как бронхорасширяющее средство при бронхографии и бронхоскопии.
В механизме бронхорасширяющего действия изадрина и других β-адреностимуляторов (орципреналина, фенотерола, сальбутамола и др.) определённую роль играет способность этих веществ стимулировать аденилатциклазу, что приводит к накоплению в клетках цАМФ. Последний, влияя на систему протеинкиназы, лишает миозин способности соединяться с актином, что тормозит сокращение гладкой мускулатуры и способствует расслаблению бронхов и снятию бронхиолоспазма. Кроме того, по последним данным, β-адреностимуляторы тормозят высвобождение из тучных клеток химических факторов (гистамина, «медленнодействующего вещества» SRS-A, или лейкотриена D4, и др.), способствующих бронхиолоспазму и явлениям воспаления.
Назначают изадрин в качестве бронхорасширяющего средства в виде 0,5% или 1% водного раствора для ингаляций и в виде таблеток, содержащих 0,005 г препарата, для рассасывания в полости рта. Ингаляции производят при помощи карманного (или другого) ингалятора: доза на одну ингаляцию 0,1—0,2 мл. Повторяют ингаляции при необходимости 2—3 раза и более в день. Таблетку или полтаблетки держат во рту (под языком) до полного рассасывания, не проглатывая. Применяют 3—4 раза в день.
В качестве бронхорасширяющего средства, изадрин уступает по эффективности разработанным в последние годы препаратам. По данным И. П. Замотаева и Л. Н. Максимовой, коэффициент эффективности эуспирана (изадрина) равен 22, алупента (орципреналина) — 34, а фенотерола — 39.
Изопропилнорадреналин находит также применение при лечении больных с нарушениями атриовентрикулярной проводимости, для снятия атриовентрикулярной блокады и предупреждения приступов при синдроме Адамса—Стокса—Морганьи. Эффект связан с улучшением проводимости благодаря влиянию на симпатическую иннервацию сердца, с повышением возбудимости и сократительной функции миокарда. Аналогичный эффект оказывают различные симпатомиметические вещества, в том числе норадреналин, адреналин, эфедрин; однако эти препараты вызывают повышение артериального давления, стенокардические боли, усиление возбудимости эктопических очагов и другие побочные явления, что ограничивает возможность их широкого применения при атриовентрикулярной блокаде.
Изадрин и другие β-адреностимуляторы более удобны для этой цели, так как не повышают артериального давления и в меньшей мере способны вызывать фибрилляцию желудочков.
Изопропилнорадреналин также применяют при некоторых формах кардиогенного шока (нормоволемическом с пониженным выбросом и высоким периферическим сопротивлением). Вводят капельно внутривенно в 5% растворе глюкозы в дозе 0,5—5 мкг (0,0005—0,005 мг) в минуту.
При кардиохирургических операциях изадрином пользуются в случаях резкого снижения сократимости миокарда при отсутствии значительной гиповолемии и тахикардии, а также при брадикардии на фоне узлового и желудочкового ритма (при неэффективности атропина).
При применении изадрина (особенно в кардиологической практике) следует учитывать, что он вызывает тахикардию, может активировать эктопические очаги, вызывать экстрасистолии с опасностью фибрилляции желудочков. При применении изадрина, как и других β-адреностимуляторов, для лечения бронхиальной астмы следует также учитывать возможность нарушения деятельности сердечно-сосудистой системы, появление тошноты, тремора рук, сухости во рту. В этих случаях уменьшают дозу препарата. Осторожность следует соблюдать при назначении изадрина больным со стенокардией и тиреотоксикозом.
При длительном применении препарата возможно развитие резистентности с уменьшением бронхорасширяющего эффекта.
Аэрозоль изадрина (и других β-адреностимуляторов) не должен попадать в глаза, особенно у больных глаукомой.
Не рекомендуется применение изадрина и других β-адреностимуляторов в первые 3 мес беременности, а учитывая их угнетающее действие на родовую деятельность (см. Фенотерол), следует незадолго до родов прекратить применение этих препаратов.
Rp.: Sol. Isadrini 0,5% 25 ml
D.S. Для ингаляций
Rp.: Tab. Isadrini 0,005 N. 20
D.S. По 1 таблетке (держать в полости рта до полного рассасывания)
Выпускаемый в Германии препарат «Новодрин» (Novodrin)* является сульфатом изопропилнорадреналина (изопреналин-сульфат). По действию соответствует изадрину.
Форма выпуска: 1% раствор во флаконах для ингаляций по 100 мл и 0,5% раствор в ампулах по 1 мл. Выпускаются также аэрозольные алюминиевые баллоны вместимостью 25 мл с дозирующим распылительным клапаном. Каждая доза, распыляемая при одном нажатии, содержит 0,075 мг мелкодисперсного (величина частиц около 10 мкм) препарата. В одном баллоне содержится около 350 разовых доз.
При угрожающем приступе бронхиальной астмы или в его начале вдыхают одну дозу. Если эффект не наступил, то через 3—5 мин вдыхают ещё одну дозу. Повторные ингаляции возможны через 3—4 ч. Общее число вдыханий в день не должно быть более 12.
Препарат «Эуспиран» также соответствует изадрину.
Форма выпуска: 0,5% и 1% водные растворы во флаконах для ингаляций по 25 мл.

## Физические свойства
Белый кристаллический порошок. Легко растворим в воде. Водные растворы имеют слегка зеленоватый оттенок.

## Форма выпуска
Формы выпуска: порошок; 0,5% и 1% растворы во флаконах по 25 и 100 мл (для ингаляций); таблетки, содержащие по 0,005 г препарата.

## Хранение
Хранение: список Б. В сухом, прохладном, защищённом от света месте.

## Применение в медицинской практике
Изопреналин, как и орципреналин, в настоящее время ограниченно применяется для симптоматического лечения атриовентрикулярной блокады и выраженной брадикардии. Для лечения бронхиальной астмы эти препараты не используются из-за множества побочных явлений